# Clusius-Fingerkraut

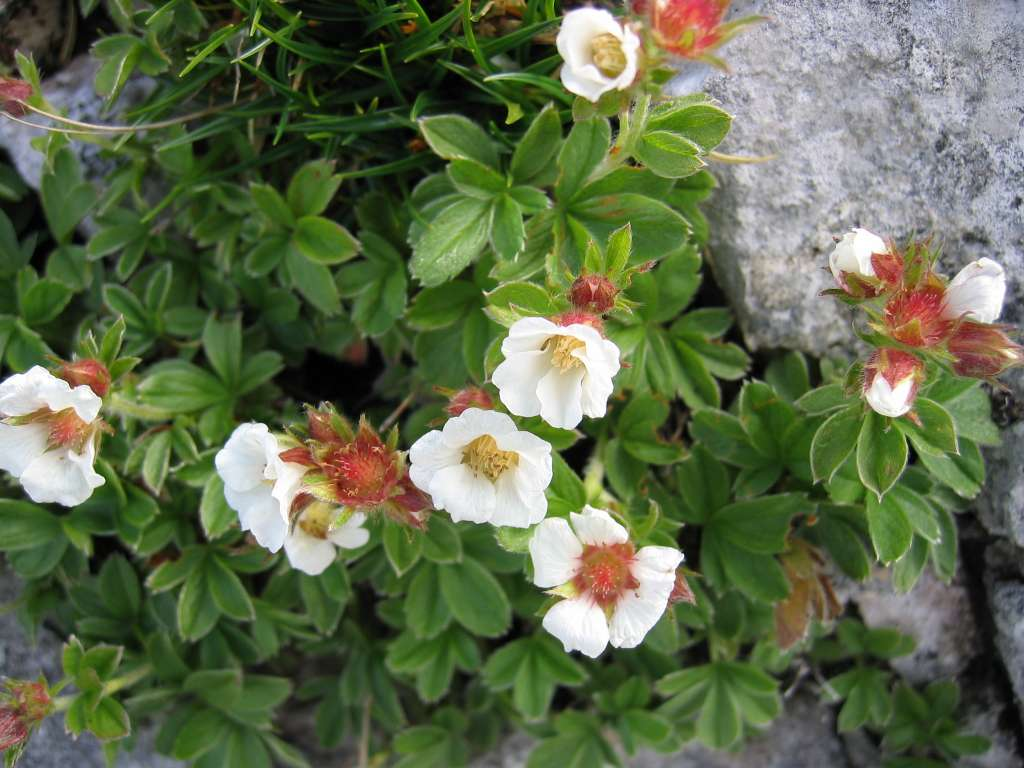
Clusius-Fingerkraut

Das Clusius-Fingerkraut (Potentilla  clusiana), auch Ostalpen- oder Tauern-Fingerkraut genannt, ist eine Pflanzenart der Gattung der Fingerkräuter (Potentilla) in der Unterfamilie der Rosoideae innerhalb der Familie der Rosengewächse (Rosaceae). Es ist nach dem Botaniker Charles de l’Écluse benannt.

## Beschreibung
Das Clusius-Fingerkraut ist eine ausdauernde krautige Pflanze, die eine Wuchshöhe von 5 bis 10 Zentimeter erreicht. Die wenigen Laubblätter sind fünfteilig gefingert und wie der Stängel schräg abstehend behaart. Die beiderseits grünen Teilblättchen sind keilförmig, gestutzt und besitzen fünf Zähnchen.
Pro Blütenstand, der die Blätter weit überragen, bilden sich ein bis drei Blüten. Die zwittrigen, radiärsymmetrischen Blüten weisen einen Durchmesser von etwa 2 Zentimeter auf. Die Kelchblätter sind lanzettlich und etwas länger als der schmalere Außenkelch; beide sind rötlich überlaufen. Die gelblich weißen Kronblätter sind oval, ausgerandet und überragen den Kelch weit. Die 20 Staubblätter besitzen kahle, oft rot überlaufene Staubfäden. Die Blütezeit reicht Juni bis Juli.
Die Frucht ist an der Spitze behaart.
Die Chromosomenzahl beträgt 2n = 42.

## Vorkommen
Es ist beschränkt auf Höhenlagen zwischen 1400 und 2200 Meter und von den Ostalpen bis zum Balkan verbreitet. Bevorzugter Standort der kalksteten Pflanze sind Kalkfelsen und -schutt. Sie ist eine Charakterart des Potentilletum clusianae aus dem Verband Cystopteridion, kommt aber auch in Gesellschaften des Verbands Seslerion zusammen mit der Polster-Segge (Carex firma) vor.
Diese Pflanzenart ist geschützt.

## Systematik
Der Artname Potentilla clusiana wurde 1774 von Nikolaus Joseph Freiherr von Jacquin in Flora Austriaca, 2, 10 erstveröffentlicht. Das Artepitheton clusiana ehrt den niederländischen Gelehrten, Arzt und Botaniker Charles de l’Écluse (lateinisch Carolus Clusius).